# Người thừa kế sáng giá
Người thừa kế sáng giá (tiếng Hàn: 찬란한 유산; Romaja: Chanranhan Yusan, tiếng Anh: Brilliant Legacy) là một bộ phim truyền hình Hàn Quốc 2009 với sự tham gia của diễn viên Han Hyo-joo, Lee Seung-gi, Bae Soo-bin và Moon Chae-won. Phim chiếu trên SBS từ 25 tháng 4 đến 26 tháng 7 năm 2009 vào mỗi thứ 7 & chủ nhật lúc 21:45 gồm 28 tập. Tại Việt Nam, phim từng được TVM Corp. mua bản quyền và phát sóng trên kênh HTV3.

## Nội dung
Bộ phim Người Thừa Kế Sáng Giá xoay quanh nhân vật Eun Sung (Han Hyo Joo), là một cô gái nhân hậu và tốt bụng, sở hữu gần như mọi thứ đáng mơ ước: một người cha rất mực yêu thương con cái, một gia đình giàu có, hạnh phúc. Thế nhưng bà mẹ kế Baek Sung Hee (Kim Mi Sook) đã lấy hết toàn bộ tài sản sau cái chết bất ngờ của người cha, đẩy Eun Sung ra khỏi nhà nên buộc cô phải tự xoay xở kiếm sống và chăm sóc người em trai mắc bệnh tự kỷ. Trong khi đó, bà lại hết mực chiều chuộng con gái riêng là Seung Mi (Moon Chae Won).
Cũng có lúc Eun Sung không còn thiết sống khi lạc mất đứa em trai tội nghiệp, nhưng nhờ có ý chí và nghị lực phi thường, cô tìm lại chính mình và quyết định bắt đầu cuộc sống mới bằng công việc bán bánh gạo hấp. Chuyện cổ tích giữa đời thường vẫn chưa kết thúc... Trong một lần tình cờ, Eun Sung đã giúp đỡ và cưu mang Jang Sook Ja (Ban Hyo Jung) – một bà cụ nghèo khổ, nhưng cô không hề biết rằng bà lão ấy chính là giám đốc của một tập đoàn thực phẩm Jin Sung nổi tiếng.
Cảm động vì tấm lòng của Eun Sung, bà Sook Ja đã giúp đỡ và tạo cơ hội cho cô thể hiện khả năng của mình. Bà cho Eun Sung vào làm ở tập đoàn của mình. Không những vậy, bà còn chọn Eun Sung làm người thừa kế toàn bộ tài sản chính thức của bà để dạy dỗ con cháu, đặc biệt là Sun Woo Hwan (Lee Seung Gi), cháu nội của bà, người chỉ biết ỷ lại và lười biếng...
Mọi chuyện trở nên phức tạp hơn khi Eun Sung bắt đầu rơi vào mối tình tay ba giữa hai chàng trai: Sun Woo Hwan, người thừa kế tập đoàn và Park Jun Se (Bae Soo Bin), chủ của một dãy nhà hàng lớn, đồng thời cũng là người có hôn ước sắp đặt với em gái của Woo Hwan, Woo Jung (Han Ye Won). Không dừng lại ở đó, Woo Hwan cũng là người mà Seung Mi - em gái kế của Eun Sung yêu thầm bao lâu nay.

## Phân vai
Gia đình họ Go
- Han Hyo-joo vai Go Eun-sung[3] (lồng tiếng Việt: Võ Huyền Chi
- Jeon In-taek vai Go Pyung-joong (father)
- Kim Mi-sook vai Baek Sung-hee (mẹ kế) (lồng tiếng Việt: Thủy Tiên)
- Moon Chae-won as Yoo Seung-mi (em gái kế)
- Yeon Joon-seok as Go Eun-woo (em trai) (lồng tiếng Việt: Trần Hoàng Sơn)

Gia đình Sunwoo
- Lee Seung-gi vai Sunwoo Hwan[4] (lồng tiếng Việt: Nguyễn Anh Tuấn)
- Ban Hyo-jung vai Jang Sook-ja (bà) (lồng tiếng Việt: Nguyễn Minh Chuyên)
- Yu Ji-in vai Oh Young-ran (mẹ) (lồng tiếng Việt: Nguyễn Minh Chuyên)
- Han Ye-won vai Sunwoo Jung (em gái)
- Lee Seung-hyung vai Pyo Sung-chul (quản gia)

Gia đình họ Park
- Bae Soo-bin vai Park Joon-se (lồng tiếng Việt: Trịnh Kiêm Tiến)
- Choi Jung-woo vai Park Tae-soo (ba)

Phân vai khác
- Min Young-won vai Lee Hye-ri (Bạn của Eun-sung)
- Jung Suk-won vai Jin-young Suk (Bạn của Hwan)
- Son Yeo-eun vai Jung In-young (Bạn của Eun-sung và Seung-mi)
- Kim Jae-seung vai Lee Hyung-jin (Bạn tiểu học của Joon-se)
- Baek Seung-hyun vai Lee Joon-young / Quản lý Lee (Quản lý cửa hàng)
- Park Sang-hyun vai Han Soo-jae (Nhân viên cửa hàng)

## Rating
| Ngày       | Tập        | Toàn quốc  | Seoul       |
| ---------- | ---------- | ---------- | ----------- |
| 25-4-2009  | 1          | 16.9% (3)  | 17.0% (3)   |
| 25-4-2009  | 2          | 19.2% (4)  | 19.6% (5)   |
| 2-5-2009   | 3          | 15.9% (3)  | 15.6% (3)   |
| 3-5-2009   | 4          | 21.7% (3d) | 21.6% (4)   |
| 9-5-2009   | 5          | 21.8% (1)  | 23.1% (1)   |
| 10-5-2009  | 6          | 26.5% (2)  | 27.7% (1st) |
| 16-5-2009  | 7          | 24.7% (2)  | 25.1% (1)   |
| 17-5-2009  | 8          | 28.5% (1)  | 29.6% (1)   |
| 23-5-2009  | 9          | 26.8% (1)  | 27.4% (1)   |
| 24-5-2009  | 10         | 29.1% (1)  | 29.4% (1)   |
| 30-5-2009  | 11         | 28.5% (1)  | 28.1% (1)   |
| 31-5-2009  | 12         | 33.4% (1)  | 33.3% (1)   |
| 6-6-2009   | 13         | 28.5% (1)  | 29.2% (1)   |
| 7-6-2009   | 14         | 33.4% (1)  | 33.3% (1)   |
| 13-6-2009  | 15         | 30.9% (1)  | 30.4% (1)   |
| 14-6-2009  | 16         | 34.1% (1)  | 34.4% (1)   |
| 20-6-2009  | 17         | 32.9% (1)  | 32.7% (1)   |
| 21-6-2009  | 18         | 35.5% (1)  | 36.1% (1)   |
| 27-6-2009  | 19         | 33.0% (1)  | 33.8% (1)   |
| 28-6-2009  | 20         | 39.9% (1)  | 40.6% (1)   |
| 4-7-2009   | 21         | 35.6% (1)  | 35.7% (1)   |
| 5-7-2009   | 22         | 39.7% (1)  | 40.1% (1)   |
| 11-7-2009  | 23         | 38.5% (1)  | 37.6% (1)   |
| 12-7-2009  | 24         | 41.8% (1)  | 41.7% (1)   |
| 18-7-2009  | 25         | 40.1% (1)  | 39.9% (1)   |
| 19-7-2009  | 26         | 43.4% (1)  | 44.0% (1)   |
| 25-7-2009  | 27         | 44.6% (1)  | 45.3% (1)   |
| 26-7-2009  | 28         | 47.1% (1)  | 47.4% (1)   |
| Trung bình | Trung bình | 31.9%      | 32.1%       |

Nguồn: TNS Media Korea

## Nhạc phim
1. Only You (너 하나만) - Kang Ha-ni (Opening Title)
2. The Person Living in My Heart (내 가슴에 사는 사람) - Isu
3. Crazy in Love (사랑에 미쳐서) - Ji-sun
4. Love is Punishment (사랑은 벌이다) - K.Will
5. Spring Rain - Ji-hye
6. Dear Sister (그리운 누나)
7. Catch Hwan (환이를 잡아라)
8. Are We Family? (우리가 가족이니?)
9. Funny Life
10. The Road Leading to You (너에게 가는 길)
11. Smile Working
12. Last Lie (마지막 거짓말)
13. Bickering (티격태격)
14. Memories of Separation (이별의 기억)
15. Spring Rain (Guitar Ver.)
16. Destiny, the Second Story (운명, 그 두번째 이야기)

## Giải thưởng và đề cử
| Năm  | Giải                                               | Thể loại                                              | Người nhận                  | Kết quả   |
| ---- | -------------------------------------------------- | ----------------------------------------------------- | --------------------------- | --------- |
| 2009 | 3rd Mnet 20's Choice Awards                        | Hot Male Drama Star                                   | Lee Seung-gi                | Đoạt giải |
| 2009 | 3rd Mnet 20's Choice Awards                        | Hot Female Drama Star                                 | Han Hyo-joo                 | Đoạt giải |
| 2009 | SBS Drama Awards                                   | Best Couple                                           | Lee Seung-gi và Han Hyo-joo | Đoạt giải |
| 2009 | SBS Drama Awards                                   | Top 10 Sao                                            | Han Hyo-joo                 | Đoạt giải |
| 2009 | SBS Drama Awards                                   | Top 10 Sao                                            | Lee Seung-gi                | Đoạt giải |
| 2009 | SBS Drama Awards                                   | Top 10 Sao                                            | Bae Soo-bin                 | Đoạt giải |
| 2009 | SBS Drama Awards                                   | Best Supporting Actor in a Special Planning Drama     | Lee Seung-hyung             | Đề cử     |
| 2009 | SBS Drama Awards                                   | Best Supporting Actress in a Special Planning Drama   | Yu Ji-in                    | Đề cử     |
| 2009 | SBS Drama Awards                                   | Excellence Award, Actor in a Special Planning Drama   | Lee Seung-gi                | Đoạt giải |
| 2009 | SBS Drama Awards                                   | Excellence Award, Actor in a Special Planning Drama   | Bae Soo-bin                 | Đề cử     |
| 2009 | SBS Drama Awards                                   | Excellence Award, Actress in a Special Planning Drama | Kim Mi-sook                 | Đề cử     |
| 2009 | SBS Drama Awards                                   | Excellence Award, Actress in a Special Planning Drama | Han Hyo-joo                 | Đoạt giải |
| 2009 | SBS Drama Awards                                   | Top Excellence Award, Actress                         | Kim Mi-sook                 | Đoạt giải |
| 2009 | SBS Drama Awards                                   | Lifetime Achievement Award                            | Ban Hyo-jung                | Đoạt giải |
| 2010 | 46th Baeksang Arts Awards                          | Most Popular Actor (TV)                               | Lee Seung-gi                | Đoạt giải |
| 2010 | 46th Baeksang Arts Awards                          | Best Screenplay (TV)                                  | So Hyun-kyung               | Đề cử     |
| 2010 | 46th Baeksang Arts Awards                          | Best New Director (TV)                                | Jin Hyuk                    | Đề cử     |
| 2010 | 46th Baeksang Arts Awards                          | Best New Actor (TV)                                   | Lee Seung-gi                | Đề cử     |
| 2010 | 46th Baeksang Arts Awards                          | Best Actress (TV)                                     | Han Hyo-joo                 | Đề cử     |
| 2010 | 46th Baeksang Arts Awards                          | Best Drama                                            | Brilliant Legacy            | Đề cử     |
| 2010 | 37th Korea Broadcasting Awards                     | Best Serial Drama                                     | Brilliant Legacy            | Đoạt giải |
| 2010 | 5th Seoul International Drama Awards               | Outstanding Korean Actress                            | Han Hyo-joo                 | Đoạt giải |
| 2010 | 5th Seoul International Drama Awards               | Most Popular Actor                                    | Lee Seung-gi                | Đoạt giải |
| 2011 | 44th WorldFest-Houston International Film Festival | Platinum Remi Award                                   | Người thừa kế sáng giá      | Đoạt giải |
| 2011 | 17th Shanghai Television Festival Magnolia Awards  | Foreign TV Series Special Award                       | Người thừa kế sáng giá      | Đoạt giải |